# La Madeleine-sur-Loing
La Madeleine-sur-Loing település Franciaországban, Seine-et-Marne megyében. Lakosainak száma 351 fő (2022. január 1.). La Madeleine-sur-Loing Souppes-sur-Loing, Bagneaux-sur-Loing és Bougligny községekkel határos.

## Népesség
A település népességének változása:
| Lakosok száma | 344  | 350  | 356  | 355  | 357  | 360  | 355  | 350  | 351  |
|               | 2013 | 2015 | 2016 | 2017 | 2018 | 2019 | 2020 | 2021 | 2022 |